# Bob Probert
Robert A. „Bob“ Probert (* 5. Juni 1965 in Windsor, Ontario; † 5. Juli 2010 ebenda) war ein kanadischer Eishockeyspieler. Der Flügelstürmer bestritt zwischen 1985 und 2002 insgesamt über 1000 Partien für die Detroit Red Wings und Chicago Blackhawks in der National Hockey League. Er gilt als einer der bekanntesten Enforcer und Faustkämpfer der NHL-Historie.

## Karriere
Bob Probert spielte bis 1982 in der Nachwuchsliga OMHA, ehe er in die Ontario Hockey League, eine der wichtigsten Juniorenligen in Kanada, zu den Brantford Alexanders wechselte. Dort machte er gleich in seiner ersten Saison durch seine körperliche Härte auf sich aufmerksam und wurde im NHL Entry Draft 1983 neben Steve Yzerman von den Detroit Red Wings ausgewählt. Probert wurde in der dritten Runde an Position 46 gedraftet.
Er blieb noch ein Jahr bei den Brantford Alexanders und spielte die darauffolgende Saison 1984/85 bei den Hamilton Steelhawks und den Sault Ste. Marie Greyhounds ebenfalls in der OHL. Mit den Greyhounds konnte er sich für die Finalrunde um den Memorial Cup qualifizieren, scheiterte dort jedoch im Halbfinale. In seinen letzten zwei Jahren in der OHL zeigte er, dass er auch ein guter Scorer ist und nicht nur Strafminuten sammeln kann.
1985 wechselte er zu den Red Wings in die NHL, bestritt aber in den folgenden zwei Jahren auch Spiele für die Adirondack Red Wings, dem AHL-Farmteam von Detroit. In der Saison 1987/88 schaffte er den endgültigen Durchbruch und erzielte in 74 Spielen 62 Punkte. Hinzu kamen 398 Strafminuten. In den Playoffs konnte er sich noch einmal steigern und punktete 21 Mal in 16 Spielen, war damit bester Scorer von Detroit in den Playoffs und stellte einen neuen Mannschaftsrekord auf. Für seine guten Leistungen wurde er während der Saison zum NHL All-Star Game eingeladen.
Doch bereits 1989 schien seine Karriere beendet zu sein, nachdem bei ihm Kokain gefunden wurde. Probert musste für neun Monate ins Gefängnis und die NHL erteilte ihm eine lebenslange Sperre. Nachdem er aus der Haft entlassen worden war, nahm er an einem Entzugsprogramm teil und während der Saison 1989/90 hob die NHL die Sperre gegen ihn auf, sodass er sein Comeback geben konnte.
In den folgenden drei Saisons holte Probert jedes Mal um die 40 Punkte und mindestens 275 Strafminuten. Zeitweise trug er sogar das „A“ eines Assistenzkapitäns auf seinem Trikot. In der Saison 1993/94 konnte er nur noch 17 Punkte erreichen und sorgte im Juli 1994 wieder für Schlagzeilen, als er mit seinem Motorrad mit einem Auto kollidierte. Probert zog sich nur leichte Verletzungen zu, aber bei ihm wurde ein Alkoholwert festgestellt, der das erlaubte Limit um das Dreifache überstieg. Er war zu diesem Zeitpunkt Free Agent und stand in Verhandlungen mit den Red Wings. Doch nur vier Tage nach dem Unfall erklärte das Management, dass er keinen neuen Vertrag erhalten werde und begründete die Entscheidung mit den negativen Vorfällen in den vergangenen Jahren.
Kurz darauf wurde er von den Chicago Blackhawks unter Vertrag genommen. Doch wenige Monate später entschied die NHL Probert wegen Alkoholmissbrauch bis auf weiteres zu sperren, da er Wiederholungstäter war. In der Saison 1995/96 durfte er wieder eingesetzt werden und gab sein Debüt bei den Blackhawks. Seine Punkteausbeute ließ im Laufe der Jahre immer weiter nach, doch beim Sammeln von Strafminuten schwächelte er nicht.
Nach sieben Jahren für die Blackhawks setzte ihn das Team nach der Saison 2001/02 auf die Waiver-Liste, allerdings wurde er von keinem anderen Team ausgewählt. Im November 2002 gab er schließlich das Ende seiner Karriere bekannt und wurde Radiokommentator bei den Blackhawks. Doch diesen Job behielt er nicht lange, da er sich im Februar 2003 in ein Entzugsprogramm begab.
Bob Probert war einer der bekanntesten Enforcer seiner Zeit und gilt immer noch als einer der besten und gefürchtetsten Faustkämpfer, der je auf dem Eis gestanden hat. Probert sammelte insgesamt 3300 Strafminuten, womit nur drei weitere Spieler in der Geschichte der NHL mehr Strafminuten auf ihrem Konto hatten, als Probert seine Karriere beendete. Bei den Detroit Red Wings bildete er zusammen mit Joe Kocur die Bruise Brothers. Kocur verbrachte in seiner Karriere insgesamt 2519 Minuten auf der Strafbank.

### Nach dem Ende seiner Karriere
Nach dem Ende seiner Karriere kam er weiterhin mit dem Gesetz in Konflikt. 2004 wurde er festgenommen, als er angeblich seinen Wagen auf der falschen Seite der Straße abgestellt haben soll und dann in eine Auseinandersetzung mit umstehenden Personen über Drogen geraten ist. Mehrere Polizisten versuchten vergeblich, Probert zu überwältigen, und auch mehrere Schläge gegen sein Bein mit einem Schlagstock zeigten keine Wirkung. Erst nach mehrfachem Einsatz einer Elektroschockpistole konnte er überwältigt werden. Probert wurde später in allen Punkten freigesprochen.
Am 1. Juli 2005 wurde er in seinem Haus in Windsor festgenommen wegen Angriff auf die Sicherheit des Staates, Widerstand gegen die Staatsgewalt und Angriff auf einen Polizisten. Sein Anwalt gab bekannt, dass Probert auf nicht schuldig plädieren werde. Am 23. August 2005 wurde Probert in einer Bar erneut verhaftet, da er gegen zwei seiner Bewährungsauflagen verstoßen hatte. So durfte er keinen Alkohol konsumieren und sich nicht in einer Einrichtung aufhalten, die hochprozentigen Alkohol ausschenkt. Nachdem er 200 kanadische Dollar gezahlt hatte, wurde er wieder entlassen.
Alle Anklagepunkte gegen Probert, die aus der Verhaftung vom 1. Juli 2005 resultierten, wurden schließlich fallen gelassen. Für weiteres Aufsehen sorgte Probert, als er im selben Sommer mit einem Mitglied der Hells Angels fotografiert wurde.
Am 5. Juli 2010, während einer Bootsfahrt auf dem Lake St. Clair nahe Windsor, klagte Bob Probert über Brustschmerzen und kollabierte. Sein Schwiegervater, ein Polizist, kümmerte sich um die Stabilisierung des Kreislaufes, bis Probert ins Krankenhaus eingeliefert wurde. Alle medizinischen Maßnahmen waren jedoch erfolglos, worauf Probert kurze Zeit später im Krankenhaus starb. Er hinterließ seine Frau und vier Kinder. Zuletzt arbeitete Probert als Werkzeugmacher in der Nähe seiner Heimatstadt Windsor.
Eine post mortem Analyse seines Gehirns ergab, dass Bob Probert an der neurodegenerativen Krankheit chronisch-traumatische Enzephalopathie (CTE) erkrankt war. CTE wird durch wiederholte Kopfstöße hervorgerufen.
Ein Teil seiner Asche wurde im April 2017, beim letzten NHL-Spiel in der Joe Louis Arena, in deren Penalty Box verstreut.

## Erfolge und Auszeichnungen
- 1985 J.-Ross-Robertson-Cup-Gewinn mit den Sault Ste. Marie Greyhounds
- 1986 Calder-Cup-Gewinn mit den Adirondack Red Wings
- 1988 Teilnahme am NHL All-Star Game

## Karrierestatistik
(Legende zur Spielerstatistik: Sp oder GP = absolvierte Spiele; T oder G = erzielte Tore; V oder A = erzielte Assists; Pkt oder Pts = erzielte Scorerpunkte; SM oder PIM = erhaltene Strafminuten; +/− = Plus/Minus-Bilanz; PP = erzielte Überzahltore; SH = erzielte Unterzahltore; GW = erzielte Siegtore; 1 Play-downs/Relegation; Kursiv: Statistik nicht vollständig)